# Никольское (Аннинский район)
Никольское — село в Аннинском районе Воронежской области России.
Административный центр Никольского сельского поселения. Северная часть села с 2004 до 2013 годы входила в состав Архангельского сельского поселения.

## География
Через село протекает река Токай — правый приток Елани (бассейн Хопра). Река берёт своё начало в Тамбовской области в солонцах у деревни Рассвет, течёт с севера на юг. Длина — 131 км.
Населённые пункты на реке: Артюшкино, Островки, Архангельское, Никольское, Дерябкино, Ростоши. Токай течёт по степной местности и является одной из основных артерий Аннинского и Эртильского районов Воронежской области. В настоящее время река имеет пунктирное, местами пересыхающее русло. Питание в основном снеговое и дождевое.
Источник: А. Г. Курдов. Реки Воронежской области — Воронеж: Издательство ВГУ, 1984.

## Население
| 2000  | 2005  | 2010  | 2012 | 2013 | 2014  | 2015  | 2016  | 2017  |
| ----- | ----- | ----- | ---- | ---- | ----- | ----- | ----- | ----- |
| 1395  | ↘1286 | ↘1019 | ↘979 | ↘967 | ↗1266 | ↘1231 | ↘1209 | ↘1174 |
| 2018  | 2019  | 2020  | 2021 |      |       |       |       |       |
| ↘1159 | ↘1134 | ↘1108 | ↘817 |      |       |       |       |       |

## Достопримечательности
В Селе действует Церковь Николая Чудотворца. Эта церковь была построена на главной площади села Никольское в 1885 году.
В архитектуре храма, общий строй которой характерен для конца XIX века, использованы элементы западно-европейского ренессанса и русского классицизма. Над нижним ярусом церкви состоящим из четверика храмовой части, полукруглой апсиды, боковых притворов с шестиколонными портиками, трапезной и первого яруса колокольни с четырёхколонным портиком, возвышаются две вертикали: ротонда — глава храма и изящная четырёхъярусная колокольня. В отличие от тяжеловесного классицистического декоративного убранства нижнего яруса церкви, декор ротонды и колокольни очень насыщен, пластичен, подчеркнуто струится вверх — к луковичной главке, к шпилю, к венчающим церковь крестам. Наружнее убранство храма дополняют размещенные над входами и на апсиде иконы, а также красивые металлические оконные решетки с закомпанованными в орнаменте крупными крестами. В интерьере церкви особой торжественностью выделяется храмовая часть, освещенная верхним светом 12 окон ротонды. Фриз ротонды, подпружные арки и паруса сводов украшают медальоны с изображениями святых.